# Petit-Lancy
Petit-Lancy ist der nordwestlich des Aire-Tals gelegene Stadtteil der Gemeinde Lancy im Kanton Genf in der Schweiz.

## Geschichte
Lancy wird 1097 als Lanciaco erstmals erwähnt. 1780 kam Petit-Lancy von der Pfarrei Onex zur Pfarrei Lancy. 1912 erhielten die Reformierten mit der Kapelle von Petit-Lancy eine neue Kultstätte.
1829 wurde Petit-Lancy durch die Gué-Holzbrücke mit Grand-Lancy verbunden, die 1835 durch eine steinerne Bogenbrücke ersetzt wurde. Der 1954 vom Ingenieur Pierre Trembley erbaute Pont de Lancy ergänzte die das Aire-Tal querende Gué-Brücke. Die Epargne-Gartenstadt, eine von der Genfer Sparkasse in Petit-Lancy erbaute Arbeitersiedlung, wurde 1899 fertiggestellt. In den 1960er-Jahren verstärkte die Errichtung neuer Wohnquartiere westlich von Petit-Lancy (La Caroline) den vorstädtischen Charakter des Stadtteils.

## Sport
Petit-Lancy besitzt ein Fussballstadion mit dem Namen Lancy-Florimont, wo die Mannschaft des FC Lancy spielt. Mit dem CS italien spielt ein weiterer Fussballclub in Petit-Lancy.

## Bilder

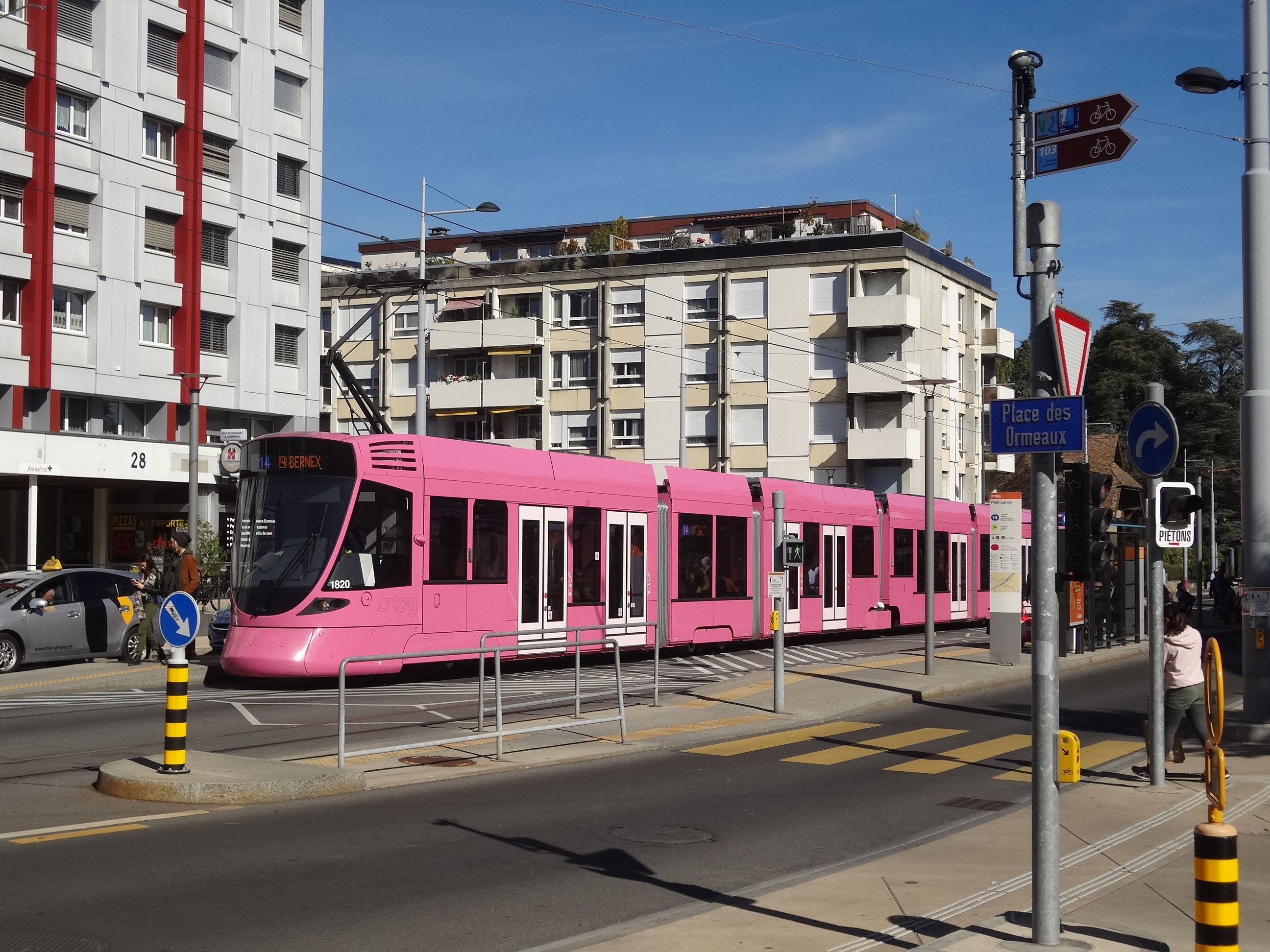
Place des Ormeaux
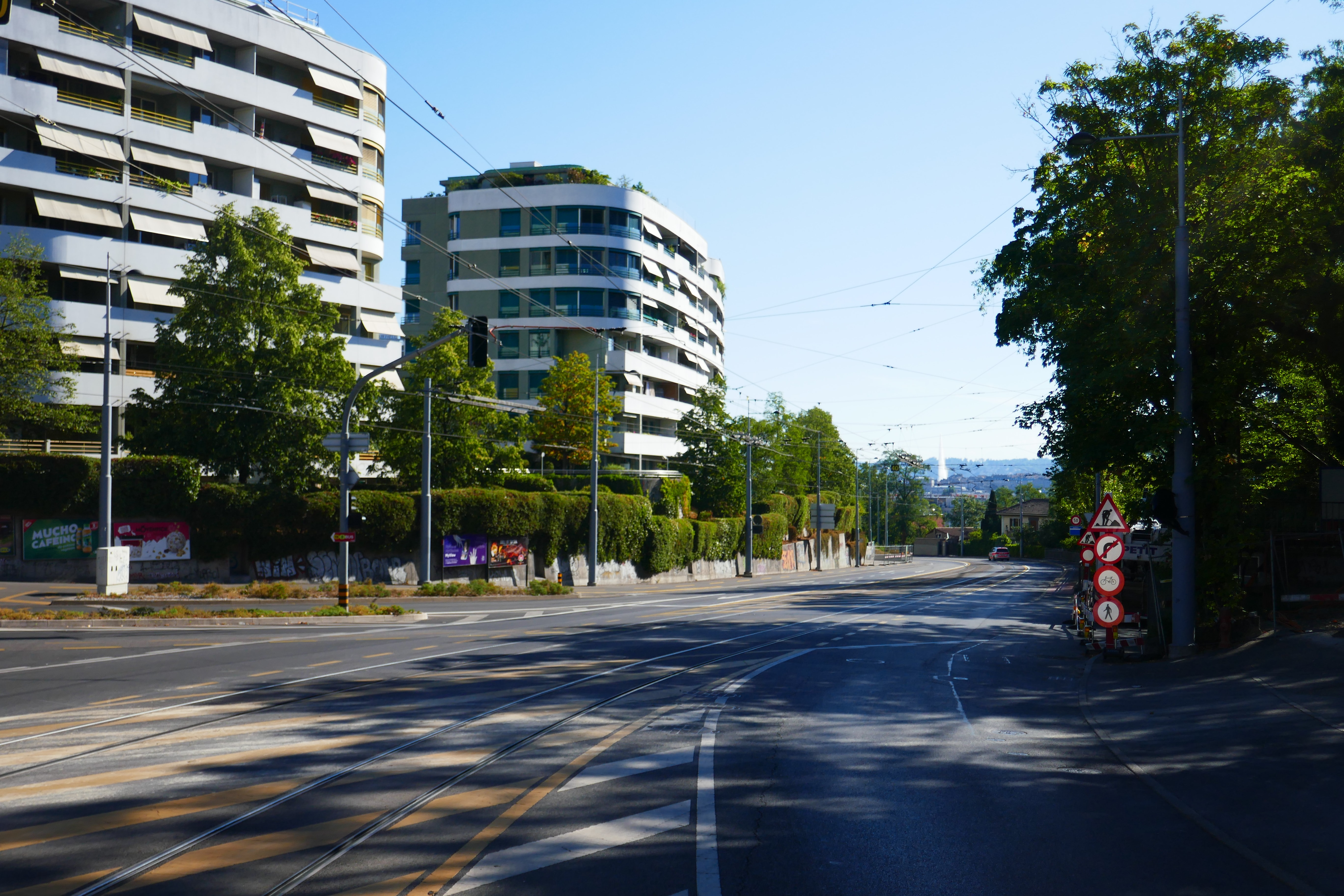
Wohnblocks im Tivoli-Quartier (Route de Chancy 8 und 10)
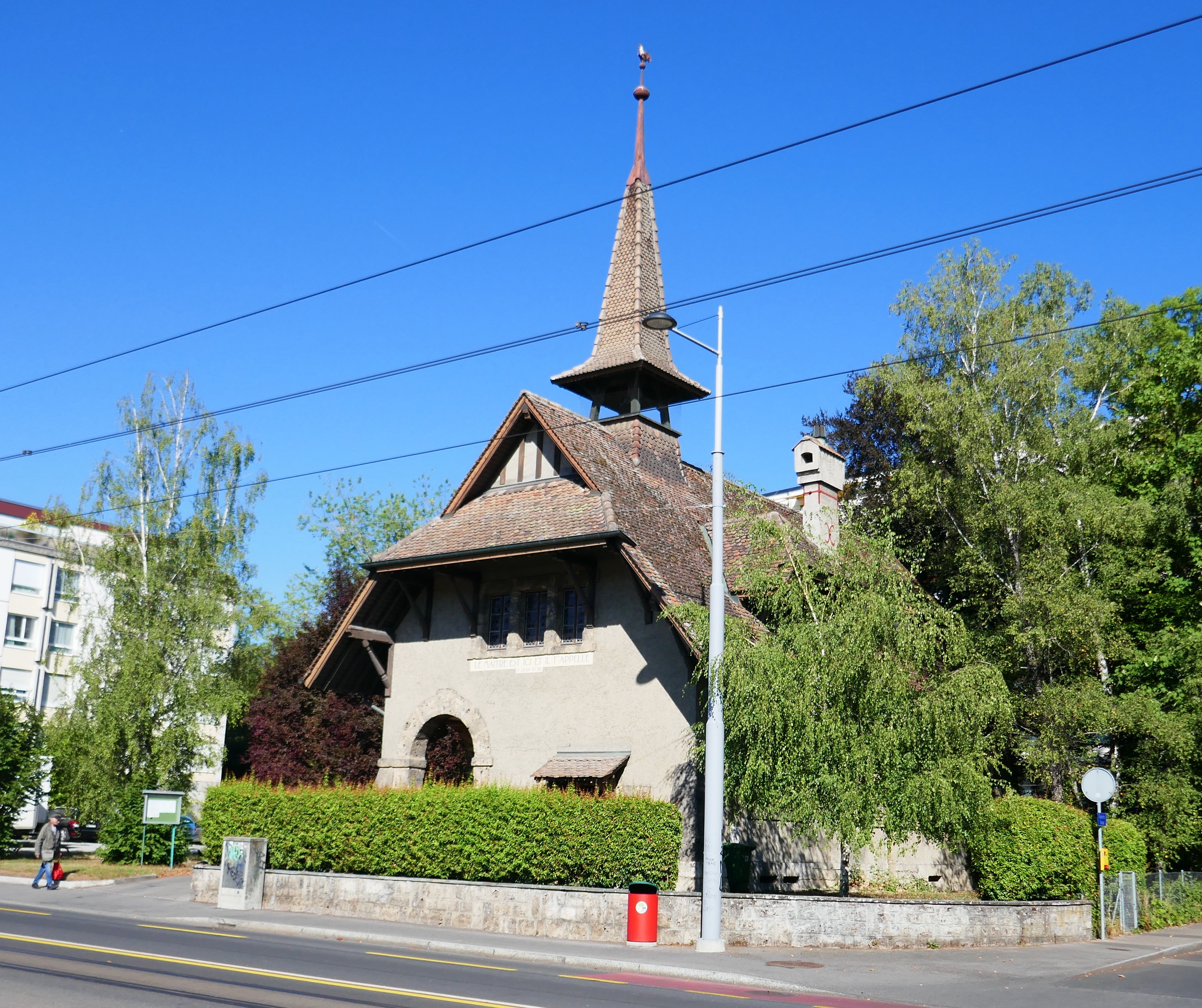
Kapelle von Petit-Lancy
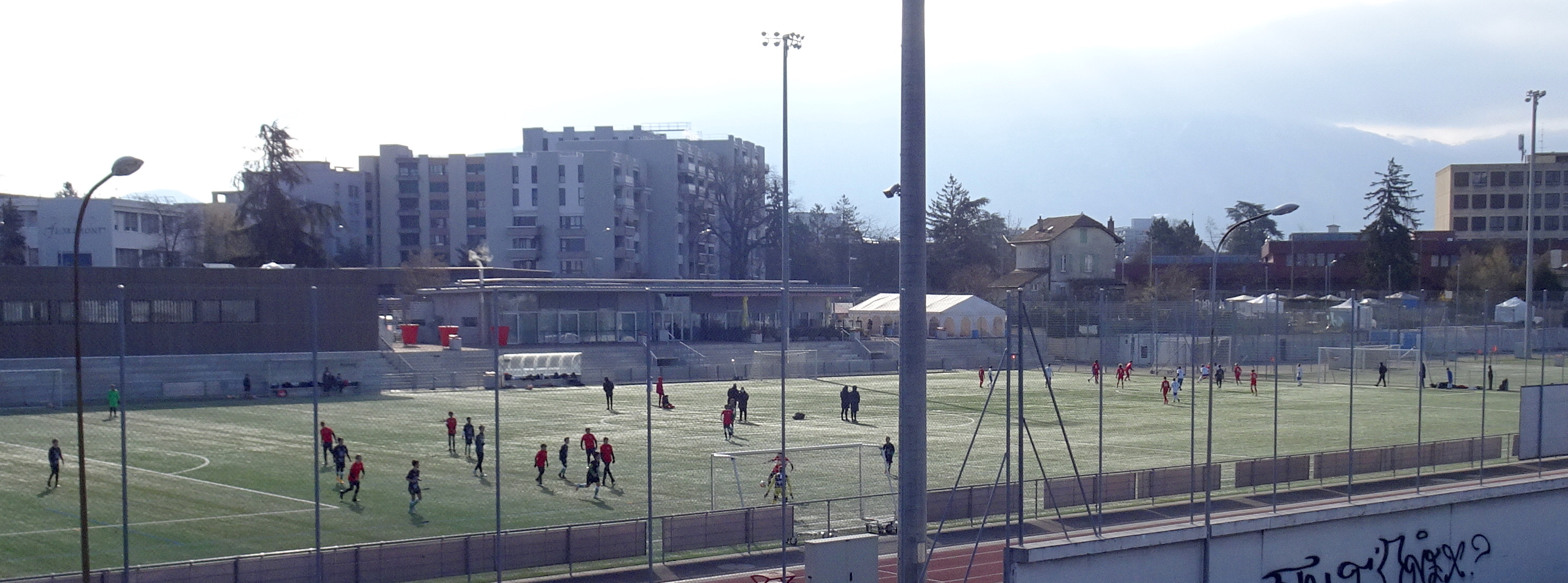
Stadion Lancy-Florimont